# Błąd ortograficzny
Błąd ortograficzny – omyłka polegająca na zapisaniu wyrazu lub wyrażenia w sposób niezgodny z normami ortograficznymi. Zasady ortografii, w zależności od języka, mogą być utrwalone w uzusie i tradycji piśmienniczej lub uregulowane w postaci kodyfikacji. Błędy ortograficzne, wraz z interpunkcyjnymi, zalicza się ze względów praktycznych do błędów językowych, choć z punktu widzenia formalnego są to usterki zewnętrzne wobec systemu językowego.
Pojęcie błędu ortograficznego nie znajduje zastosowania w odniesieniu do każdego języka; w praktyce dotyczyć może bowiem wyłącznie tych języków, które wykształciły tradycję piśmienniczą i wypracowały pewne normy pisowni. Rozwój ortografii jest związany z istnieniem języka literackiego i stanowi część procesu standaryzacji językowej.
Pojęcie ortografii może być odnoszone z jednej strony do uregulowanych norm pisowni (np. w przypadku wysoce skodyfikowanej ortografii polskiej), a z drugiej – do zasad wynikających z uzusu i tradycji literackiej. Niektóre systemy pisowni (np. ortografia angielska, w ogromnej mierze oparta na czynnikach uzualnych i tradycyjnych) dopuszczają większą dozę wariantywności, w postaci pewnej liczby dubletów ortograficznych i przypadków nierozstrzygniętych.

## Geneza błędów ortograficznych

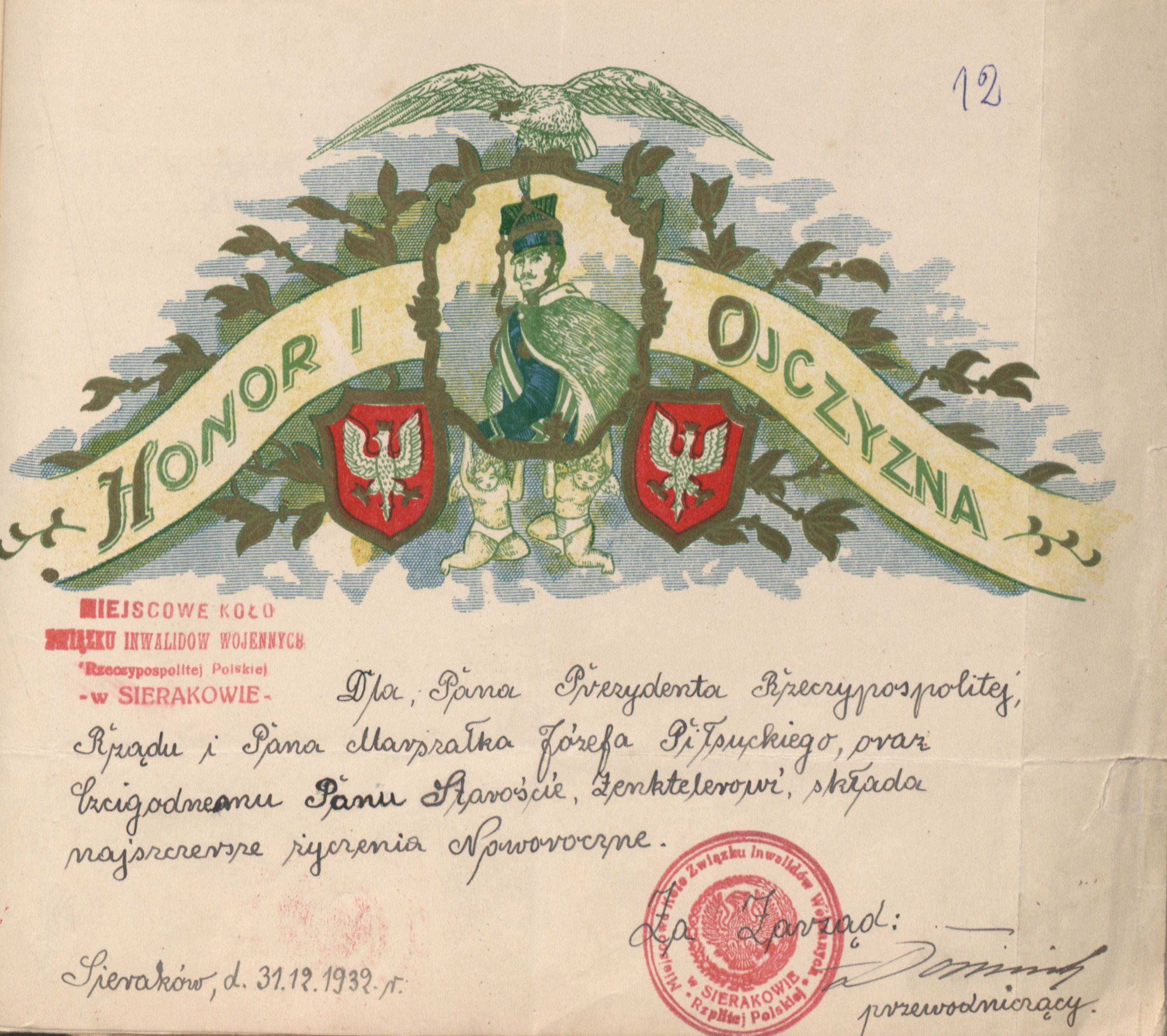
Życzenia noworoczne dla Józefa Piłsudskiego – zapisanego błędnie „Piłsuckiego” (1932 r.; ze zbiorów Archiwum Państwowego w Poznaniu)

Błędy ortograficzne powstają w trakcie przetwarzania mowy na pismo. W przypadku języka polskiego następuje to zgodnie z następującymi czterema zasadami:
- Zasada fonetyczna polega na tym, że określonej głosce odpowiada zawsze ta sama litera i odwrotnie. Występuje tu zgodność obrazu słuchowego z obrazem wzrokowym (graficznym). Np. kot, dom, mama, lampa.
- Zasada morfologiczna jest odstępstwem od zasady fonetycznej na skutek ujednolicenia pisowni wyrazów należących do tej samej rodziny oraz uniezależnienia jej od sąsiedztwa fonetycznego. Tę zasadę pisowni określają szczegółowe reguły ortograficzne. Np. prośba (bo prosić, mimo wymowy [proźba]), babka (bo baba, mimo wymowy [bapka]).
- Zasada historyczna decyduje o pisowni niezgodnej z obiema poprzednimi zasadami i uwarunkowana jest historycznym rozwojem języka. Na niej opiera się np. pisownia wyrazów z „ó”, „ż”, „rz”, „ch” niewymiennym (król, żona, rzeka, chrust).
- Zasada konwencjonalna (umowna) dotyczy m.in. pisowni wielką i małą literą, zapisu skrótów, pisowni łącznej i rozdzielnej oraz przenoszenia wyrazów. Np. Polak, ale krakowianin; niewiedza, ale nie wiem.

Do najczęściej popełnianych uchybień ortograficznych można zaliczyć naruszenie zasad pisowni wielką i małą literą oraz reguł stosowania zapisu łącznego i rozłącznego, a także indywidualne tworzenie skrótów. Odstępstwa od oficjalnej ortografii bywają wprowadzane świadomie, np. w celu osiągnięcia efektu stylistycznego bądź humorystycznego, podkreślenia swobodnego charakteru komunikacji itp.

## Trzy główne dyrektywy dydaktyczne
Z powyższych zasad wynikają trzy główne dyrektywy dydaktyczne:
1. „Pisz, jak słyszysz” (zasada fonetyczna pisowni).
2. „Pisz według reguły ortograficznej” (zasada morfologiczna i konwencjonalna pisowni).
3. „Pisz, jak widzisz, czyli zgodnie z ustalonym wzorcem pisowni” (zasada historyczna pisowni).